# Spoorlijn Poitiers - Arçay
De spoorlijn Poitiers - Arçay is een gedeeltelijk opgebroken Franse spoorlijn van Chasseneuil-du-Poitou naar Arçay. De volledige lijn was 56,4 km lang en heeft als lijnnummer 574 000.

## Geschiedenis
De lijn werd in gedeeltes geopend door de Administration des chemins de fer de l'État, van Neuville-de-Poitou tot Arçay op 15 mei 1874 en een dag later van Grand-Pont tot Neuville-de-Poitou op 16 mei 1874.
Reizigersverkeer tussen Neuville-de-Poitou en Arçay werd opgeheven op 15 mei 1939 en tussen Grand-Pont en Neuville-de-Poitou op 28 september 1980. Goederenvervoer tussen Mirebeau en Saint-Jean-de-Sauves werd op 17 mei 1953 opgeheven, tussen Neuville-de-Poitou en Mirebeau op 3 april 1972 en tussen Saint-Jean-de-Sauves en Arçay in 2006. Sindsdien is alleen het gedeelte tussen Grand-pont en Neuville-de-Poitou in gebruik voor goederenvervoer.

## Aansluitingen
In de volgende plaatsen is of was er een aansluiting op de volgende spoorlijnen:
Poitiers
RFN 570 000, spoorlijn tussen Paris-Austerlitz en Bordeaux-Sain-Jean
Neuville-de-Poitou
RFN 524 000, spoorlijn tussen Neuville-de-Poitou en Bressuire
Moncontour
RFN 575 000, spoorlijn tussen Airvault-Gare en Moncontour
Arçay
RFN 525 000, spoorlijn tussen Les Sables-d'Olonne en Tours